# Lissotis hartlaubii
Sisão-de-hartlaub, abetarda-cinzenta ou sisão cinzento (Lissotis hartlaubii) é uma espécie de ave da família Otididae.
Pode ser encontrada nos seguintes países: Etiópia, Quénia, Somália, Sudão, Tanzânia e Uganda.